# Pettenedda

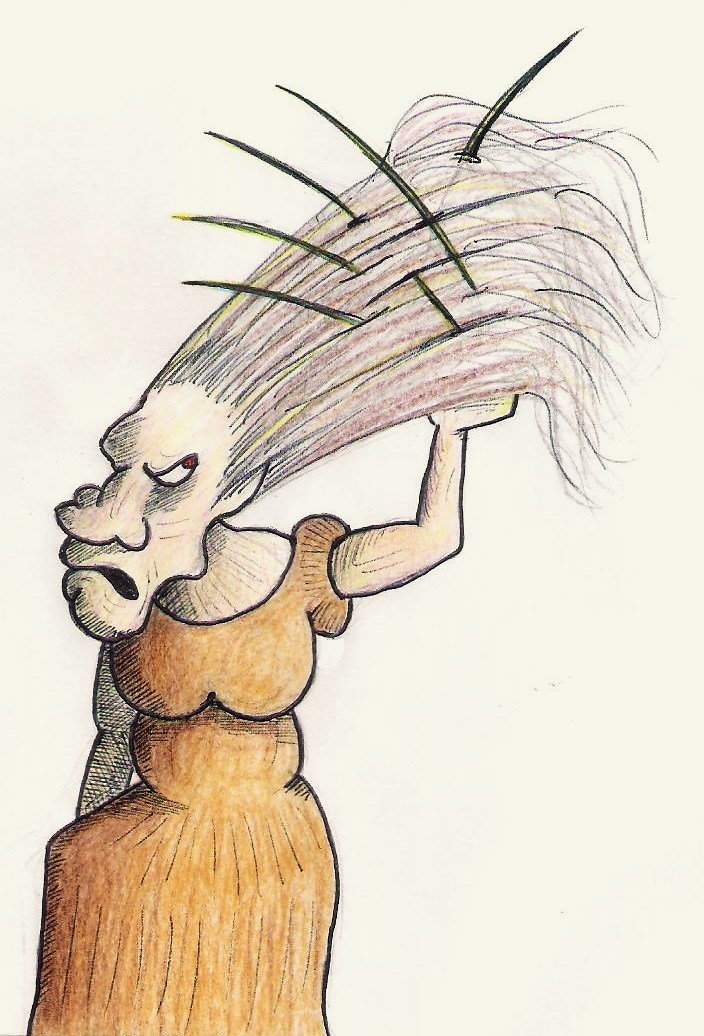
Disegno raffigurante la pettenedda

La pettenedda è una creatura mitica che appartiene alla tradizione sarda e che vivrebbe nei pozzi. Probabilmente la leggenda è stata inventata dalle madri per spaventare i bambini e tenerli lontani dai pozzi.

## Caratteristiche
La pettenedda è sempre stata immaginata come una donna molto vecchia che passa la vita a pettinarsi (da qui il suo nome) con le sue unghie lunghissime, una chioma di capelli arruffati senza mai riuscire a metterli in ordine, per questo si dice sia sempre molto arrabbiata.
Le madri sarde, per spiegare ai bambini i normali rumori che si sentono in fondo a un pozzo, causati dall'acqua che scorre, si inventarono questo personaggio, e dicevano ai bambini che non dovevano avvicinarsi mai a quel pozzo e soprattutto non dovevano sporgersi, poiché la pettenedda li avrebbe agguantati con i suoi enormi artigli e li avrebbe trascinati in fondo al pozzo, facendoli diventare suoi schiavi per l'eternità.
Per certi versi la pettenedda è molto simile alla marabbecca della tradizione siciliana.